# Park So-yeon (ca sĩ)
Park So-yeon (tiếng Hàn Quốc: 박소연, Hán Việt: Phác Tố Nghiên; sinh ngày 5 tháng 10 năm 1987) thường được biết đến với nghệ danh Soyeon (tiếng Hàn Quốc: 소연; tiếng Nhật: ソヨン; tiếng Trung: 昭妍), là một nữ ca sĩ, MC, diễn viên, người mẫu Hàn Quốc và là cựu thành viên của nhóm nhạc nữ Hàn Quốc T-ara, ra mắt với vai trò giọng ca chính và phát ngôn chính.

## Tiểu sử
Soyeon có tên khai sinh là Park In-jung, nhưng sau này cô đã đổi tên thành Park So-yeon, cô sinh ra tại Andong, Gyeongsang Bắc, Hàn Quốc. Năm 2005, cô tham gia và được trao giải nhất trong cuộc thi hát CMB Chin Chin. Soyeon từng học ở trường Trung học nghệ thuật Anyang tại Anyang, Gyeonggi, Hàn Quốc.
Soyeon trước đây từng là một thực tập sinh thuộc SM Entertainment, thuộc dự án của thành lập nhóm nhạc nữ Super Girls (sau này chính là Girls' Generation). Nhưng chỉ vài tháng trước khi ra mắt, Soyeon đã rời khỏi dự án này. Sau khi ra mắt cùng T-ara, Soyeon tiết lộ trên chương trình Taxi rằng cơ hội đến quá dễ dàng và cô chưa chuẩn bị đầy đủ cho sự ra mắt.

## Sự nghiệp

### 2009ㅡnay: T-ara

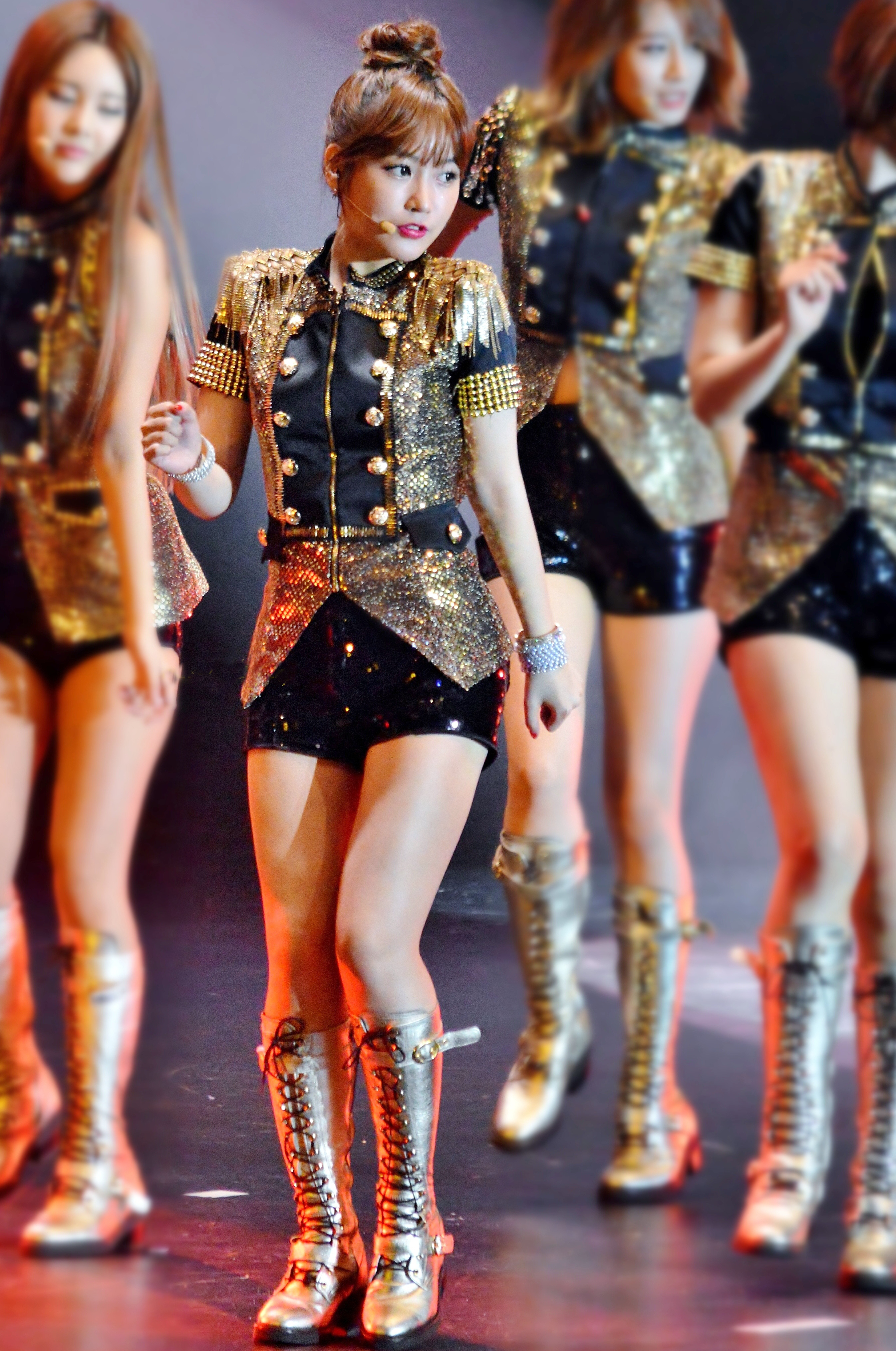
Soyeon tại buổi hòa nhạc ở Hồng Kông vào ngày 10 tháng 8 năm 2013.

Soyeon ra mắt với vai trò là giọng ca chính, đại diện phát ngôn của nhóm từ năm 2009 cùng với thành viên Eunjung.
Soyeon là thành viên thứ 2 được thêm vào sau khi hai cựu thành viên T-ara Jiae và Jiwon rời nhóm vào giữa năm 2009. T-ara là nhóm nhạc có nhiều vũ đạo sáng tạo, độc đáo và được biết đến qua các hit như "Bo Peep Bo Peep", "Roly Poly", "Cry Cry", "Lovey Dovey", "Day By Day", "Sexy Love", "Number 9", "Sugar Free". T-ara được xem là nhóm nhạc nữ K-pop nổi tiếng nhất tại Trung Quốc. Cô được xuất hiện trên chương trình tập thể thao Invincible Baseball.
Năm 2010, Soyeon được đưa đến bệnh viện sau khi cô nói không được khỏe trong lúc quay vai diễn khách mời của mình ở bộ phim truyền hình Cao thủ học đường do Jiyeon thủ vai chính.. Sau đó, cô được chẩn đoán mắc cúm H1N1 nên việc quảng bá đĩa đơn "Like The First Time" phải dừng lại.
Soyeon cùng Hyomin, Jiyeon và Kang Min-kyung (Davichi), Jang Hye-jin, các cựu diễn viên nhạc kịch Han Ji-sub, Kim Jae-hee, Yoon Young-joon tham gia vở nhạc kịch mang tựa đề Our Youth, Roly Poly Musical.
Ngày 23 tháng 12 năm 2011, T-ara và Davichi cho ra mắt bản ballad "We Were In Love" nhân dịp giáng sinh. Ca khúc giữ hạng nhất trên bảng xếp hạng Gaon và hạng nhì trên Korea K-Pop Hot 100. Soyeon thay thế Hyomin trở thành trưởng nhóm mới của T-ara từ ngày 7 tháng 12 năm 2011 trong lần quảng bá ca khúc "Lovey-Dovey". Cô là trưởng nhóm thứ tư của T-ara sau Eunjung, Boram và Hyomin.
Ngày 21 tháng 2 năm 2014, T-ara tung ra MV "First Love" của bộ ba Soyeon, Hyomin và Jiyeon, ca khúc được sáng tác bởi Cho Young-soo và nằm trong album All-Star của nhạc sĩ này. "First Love" là một bản Tango pha với một chút rap của nữ rapper tân binh EB, rất phù hợp với chất nhạc đặc trưng của nhóm. Video nhạc được thực hiện khá đơn giản như một số video nhạc của dự án khác với cảnh làm việc, ghi âm trong phòng thu mộc mạc.
Ngày 7 tháng 2 năm 2015, Soyeon cùng Eunjung và Cho Seunghee, Minkyung (The SeeYa), Ki-o, Jongkook và Sejoon (SPEED). Sản phẩm mang tên "Don't Forget Me".

### 2013ㅡnay: QBS
Tháng 3 năm 2013, Soyeon thể hiện ca khúc solo tiếng Nhật "Love Poem" và "Sign" (song ca cùng Areum) - hai phiên bản của "Bunny Style!". Tháng 6 năm 2013, Soyeon cùng Boram và Qri cho ra mắt nhóm nhỏ QBS với đĩa đơn đầu tay "Like The Wind".

### 2012ㅡnay: Diễn xuất
Soyeon tham gia diễn xuất trong bộ phim Haeundae Lovers vai Lee Gwan-soon, được phát sóng vào ngày 13 tháng 8 năm 2012.
Năm 2012, cô bị tai nạn dẫn đến chấn thương cổ họng, ảnh hưởng đến thanh quản.
Năm 2015, Soyeon trở lại màn ảnh diễn xuất qua Sweet Temptation Episode 1: Fantasy Girlfriend trong vai So Hee.

### 2017ㅡ: Hết hợp đồng và rời khỏi công ty quản lý
Ngày 15 tháng 5 năm 2017, Boram và Soyeon đã chính thức hết hợp đồng với MBK Entertainment vì cả hai không tiếp tục gia hạn hợp đồng, 4 thành viên còn lại là Qri, Jiyeon, Eunjung và Hyomin sẽ gia hạn hợp đồng với MBK đến cuối năm 2017, trong thời gian đó họ quảng bá album mới và hoạt động các dự cá nhân của từng thành viên.

### Hoạt động khác
Soyeon cũng tham gia hát nhạc phim cho phim Death Bell 2, Gisaeng Ryeong và Coffee House của đài SBS.
Ngày 16 tháng 11 năm 2013, ngày 15 tháng 11 năm 2014 và ngày 28 tháng 11 năm 2015, Soyeon cùng Lee Hwi-jae, Kim Sung-joo và Lee Hoon làm MC cho giải phim truyền hình APAN Star Awards.

## Cuộc sống cá nhân
Tháng 9 năm 2013, có thông báo rằng Soyeon đã hẹn hò cùng Oh Jong-hyuk (Click B) được ba năm. Họ đã yêu nhau từ ngày 26 tháng 12 năm 2010. Theo một bài viết của Sports Seoul, DSP Media đã xác nhận mối quan hệ của họ: Oh Jong-hyuk và Soyeon có mối quan hệ rất tốt. Jong-hyuk là một chàng trai tốt bụng, cậu ấy yêu vẻ dễ thương của Soyeon. Core Contents Media cũng đã xác nhận: Gia đình hai bên đều biết về mối quan hệ này. Oh Jong-hyuk và Soyeon rất thận trọng trong chuyện tình cảm. Cả hai đã tổ chức một bữa tiệc nhỏ kỷ niệm 1.000 ngày yêu cùng vài người bạn tại một quán cà phê ở Gangnam vào ngày 23 tháng 9. Họ đã gặp nhau trước khi Oh Jong-hyuk đi nhập ngũ trong 2 năm. Mặc dù T-ara có nhiều hoạt động nhưng Soyeon vẫn chờ đợi anh ấy. Tuy nhiên, sau sáu năm hẹn hò, Soyeon và Oh Jong-hyuk đã xác nhận chia tay vì muốn phát triển sự nghiệp riêng - theo thông báo của DSP Media và MBK Entertainment vào ngày 5 tháng 7 năm 2016.
Vào ngày 18 tháng 1 năm 2022, công ty quản lý Think Entertainment thông báo rằng Soyeon sẽ kết hôn với cầu thủ Cho Yu Min sau 3 năm hẹn hò. Lễ cưới sẽ được tổ chức vào tháng 11, sau khi mùa giải bóng đá kết thúc.

## Phim

### Phim truyền hình
| Năm  | Phim                   | Vai trò           | Kênh |
| ---- | ---------------------- | ----------------- | ---- |
| 2010 | Giants                 | Khách mời         | SBS  |
| 2010 | Bubi Bubi              | Soyeon            | SBS  |
| 2010 | Cao thủ học đường      | Khách mời         | KBS2 |
| 2012 | Crown Princess Project | Soyeon            | KBS  |
| 2012 | Haeundae Love          | Vai Lee Gwan-soon | KBS2 |

### Phim điện ảnh
| Năm  | Phim                                              | Vai trò   |
| ---- | ------------------------------------------------- | --------- |
| 2011 | Gisaeng Ryung                                     | Khách mời |
| 2015 | Sweet Temptation Episode 1: My Fantasy Girlfriend | So-hee    |

## Ca nhạc

### Đĩa nhạc
| Năm  | Album                | Ca khúc               | Ghi chú                                                                     |
| ---- | -------------------- | --------------------- | --------------------------------------------------------------------------- |
| 2009 | Absolute First Album | "Time To Love"        | Cùng Eunjung, Hyomin, Jiyeon và Kwangsu, Jihyuk, Geonil                     |
| 2009 | Absolute First Album | "TTL Listen 2"        | Cả T-ara và Supernova                                                       |
| 2012 | Funky Town           | "We Were In Love"     | Cùng Hyomin, Jiyeon, Hwayoung và Lee Hae-ri, Kang Min-kyung                 |
| 2012 | Jewelry Box          | "Cutie Honey"         | Hát đơn                                                                     |
| 2013 | Bunny Style!         | "Sign"                | Cùng Areum                                                                  |
| 2013 | Bunny Style!         | "Love Poem"           | Hát đơn                                                                     |
| 2013 | Kaze no Youni        | "Like The Wind" (QBS) | Cùng Boram và Qri                                                           |
| 2014 | First Love           | "First Love"          | Cùng Hyomin và Jiyeon                                                       |
| 2015 |                      | "Proud of you"        | Hát đơn                                                                     |
| 2015 | White Snow           | "Don't Forget Me"     | Cùng Hahm Eunjung và Song Minkyung, Cho Seunghee, Jongkook, Sejoon, Seungri |
| 2017 |                      | "Silent"              | Hát đơn                                                                     |
| 2021 | One love             | "One love"            | Hát đơn                                                                     |
| 2021 | One love             | "信件MV"              | Hát đơn                                                                     |

### Ca khúc hợp tác
| Năm  | Album                          | Ca khúc           | Ghi chú                                                   |
| ---- | ------------------------------ | ----------------- | --------------------------------------------------------- |
| 2010 |                                | "Two of us"       | Cùng Hyomin, Seungyeon, Hyuna, Jiyoon và Chaeyeon         |
| 2011 | Ahn Young-min A-Family, Part 3 | "Song For You"    | Cùng Ahn Young Min                                        |
| 2011 |                                | "Now"             | Cùng Hyomin, Hyorin và Soyou                              |
| 2012 | Together                       | "I Know"          | Cùng Lee Bo-ram và Yangpa                                 |
| 2013 | Tears Of Mind                  | "Painkiller"      | Cùng Seong Yoo-jin, Seo Eun-kyo, Taewoon và Choi Sung-min |
| 2014 |                                | "Secret" (시크릿) | Cùng Song Jieun, Youngji, Jiyoon và DickPunks             |

### Nhạc phim
| Tiêu đề                                                          | Năm  | Vị trí trên bảng xếp hạng | Vị trí trên bảng xếp hạng | Album                   |
| Tiêu đề                                                          | Năm  | KOR Gaon                  | KOR Billboard             | Album                   |
| ---------------------------------------------------------------- | ---- | ------------------------- | ------------------------- | ----------------------- |
| "Page One" (Part 2) (với Ock Joo-hyun)                           | 2010 | —                         | —                         | Coffee House OST        |
| "What Should We Finish?" (뭐라고 끝낼까)                         | 2010 | —                         | —                         | Death Bell 2 OST Part 1 |
| "Until the End" (với Lee Bo-ram)                                 | 2011 | —                         | —                         | Gisaeng Ryeong OST      |
| "Page One" (với Ock Joo-hyun và Lee Seok-hun)                    | 2011 | 25                        | 30                        | Coffee House OST        |
| "—" Không có xếp hạng hoặc không phát hành tại bảng xếp hạng đó. |      |                           |                           |                         |

### Nhạc kịch
| Năm  | Nhạc kịch                    | Vai trò     | Ghi chú                |
| ---- | ---------------------------- | ----------- | ---------------------- |
| 2012 | Our Youth, Roly Poly Musical | Oh Hyun-joo | Cùng Hyomin và Jiyeon) |

## MC
| Năm  | Chương trình      | Cùng với                              |
| ---- | ----------------- | ------------------------------------- |
| 2015 | APAN Star Awards. | Lee Hwi-jae, Kim Sung-joo và Lee Hoon |

## Chương trình tham gia
| Năm         | Show                                 | Vai trò  | Kênh      |
| ----------- | ------------------------------------ | -------- | --------- |
| 2009        | Radio Star                           | Tham gia | MBC       |
| 2009        | Star King                            | Tham gia | SBS       |
| 2009 - 2010 | Invincible Baseball                  | Tham gia | KBS       |
| 2010        | You Hee-yeol's Sketchbook            | Tham gia | KBS       |
| 2010        | Taxi                                 | Tham gia | tvN       |
| 2010        | Challenge 1000 Song                  | Tham gia | KBS2      |
| 2010        | Dream Girls                          | Tham gia | Mnet      |
| 2010        | Hello Baby                           | Tham gia | KBS       |
| 2010        | Bouquet                              | Tham gia | MBC       |
| 2010        | Idol Trot Match                      | Tham gia | MBC       |
| 2010        | Star Golden Bell                     | Tham gia | KBS       |
| 2010 - 2011 | 100 Points Out Of 100                | Tham gia | KBS2      |
| 2011        | Star King                            | Tham gia | SBS       |
| 2011        | Challenge 1000 Song                  | Tham gia | KBS2      |
| 2011        | Secret                               | Tham gia | KBS       |
| 2011        | Vitamin                              | Tham gia | KBS       |
| 2011        | Happy Together                       | Tham gia | KBS       |
| 2011        | Win Win                              | Tham gia | KBS2      |
| 2012        | Weekly Idol                          | Tham gia | MBC Every |
| 2012        | Naughty Boys                         | Tham gia | JTBC      |
| 2013        | Challenge 1000 Song                  | Tham gia | KBS2      |
| 2013        | SimSimTaPa                           | Tham gia | MBC       |
| 2014        | Moon Hee Jun's Pure                  | Tham gia | Mnet      |
| 2014        | Weekly Idol                          | Tham gia | MBC Every |
| 2014        | Star King                            | Tham gia | SBS       |
| 2014        | Hidden Singer                        | Tham gia | JTBC      |
| 2015        | A Song For You 4                     | Tham gia | KBS2      |
| 2015        | Idol Star Athletic Championship 2015 | Tham gia | MBC       |
| 2015        | Come On, Little Masters              | Tham gia | JSTV      |
| 2015        | Idol Singing Contest                 | Tham gia | KBS       |
| 2015        | Let's Go Together                    | Tham gia |           |
| 2016        | Siêu Trí Tuệ                         | Tham gia | JSTV      |
| 2017        | SBS The show tập 100                 | Tham gia | SBS       |

## Hình ảnh khác

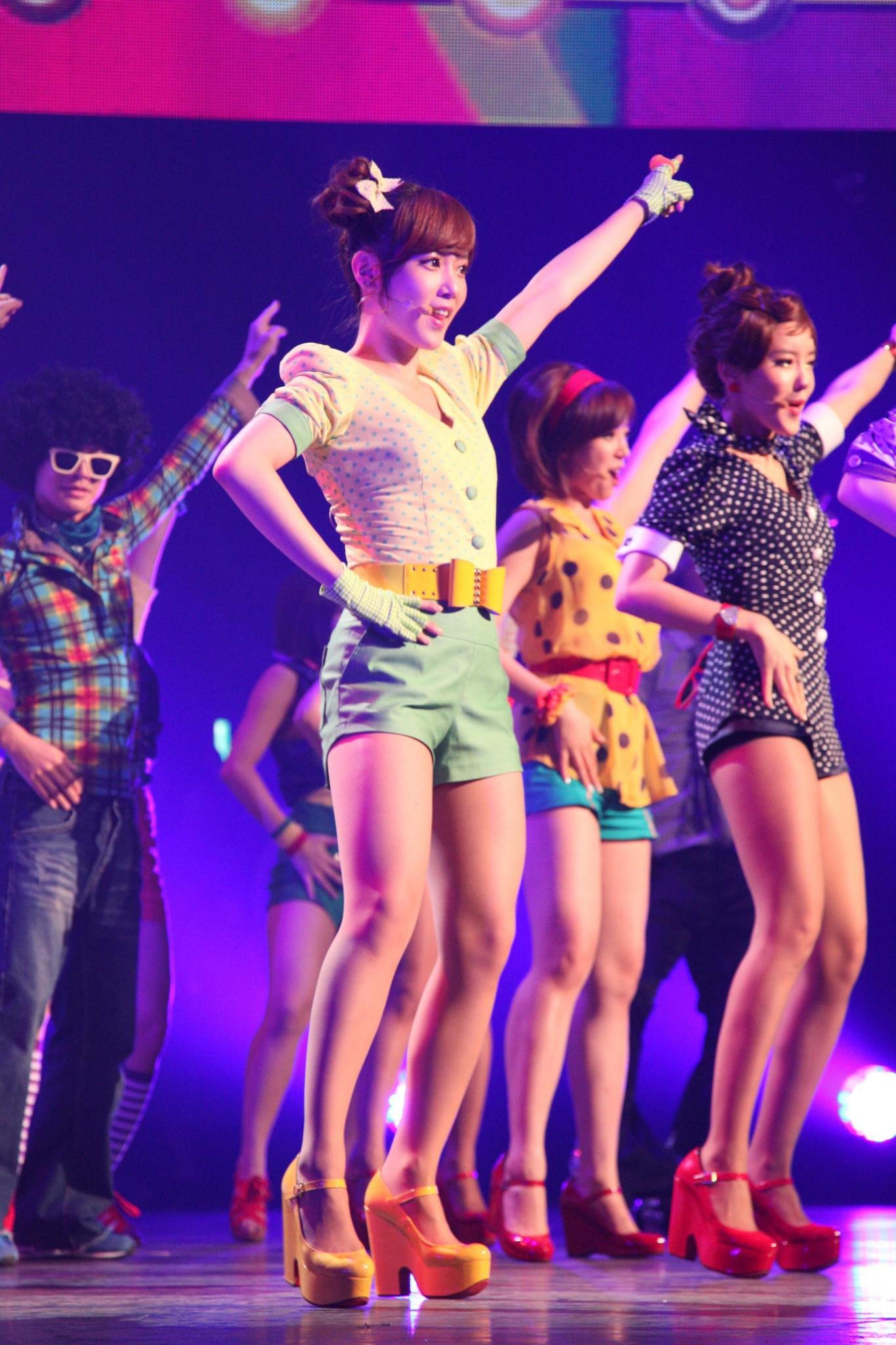
So-yeon tại Cyworld Dream Music Festival vào 2011.
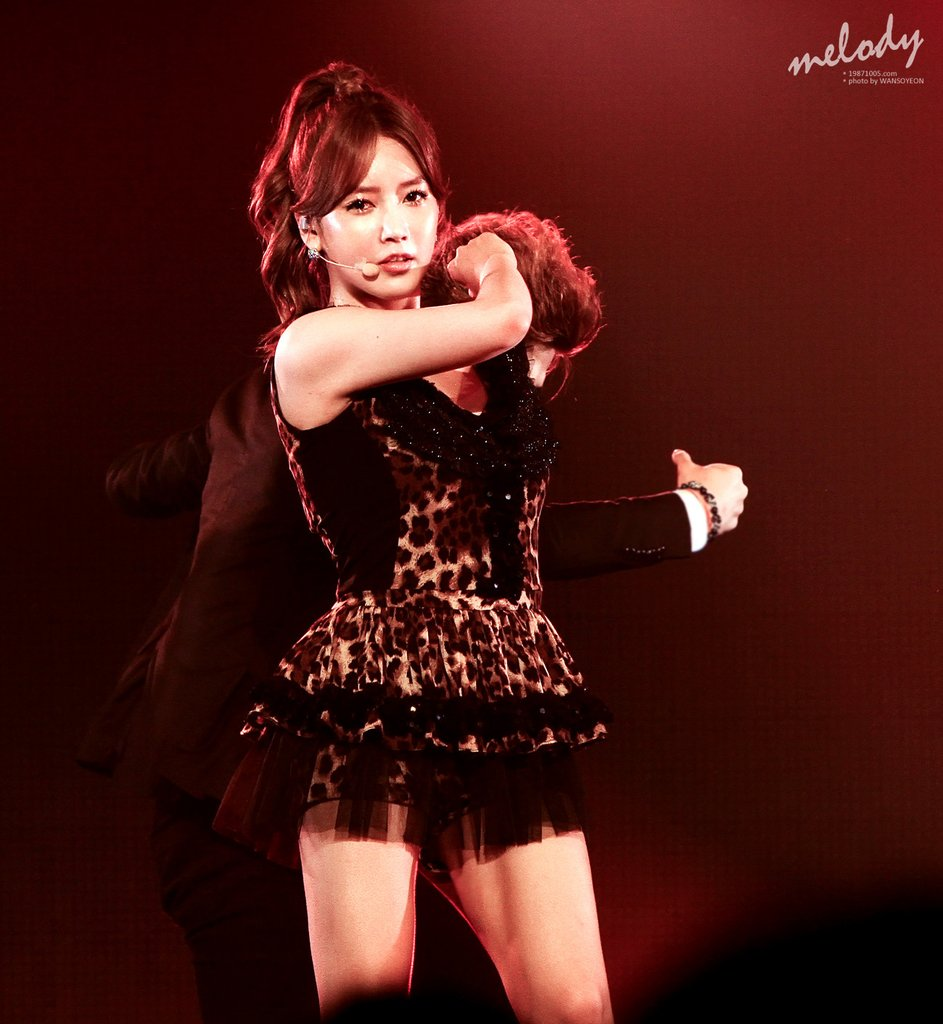
So-yeon tại buổi hòa nhạc ở Budokan vào ngày 12 tháng 7 năm 2013.
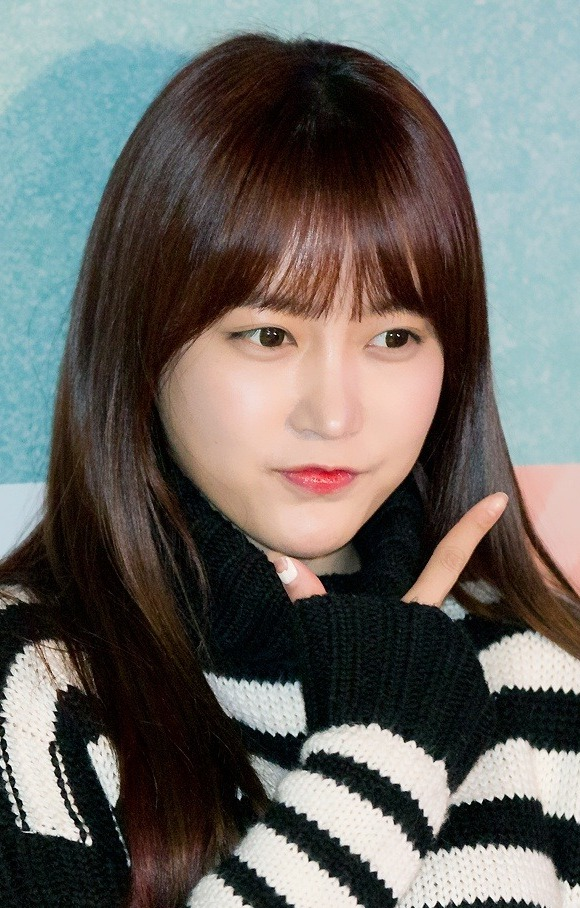
So-yeon tại Love Jinx vip vào tháng 2 năm 2014.